# Vent'anni
Pour plus de détails, voir Fiche technique et Distribution.
Vent'anni est un film italien réalisé par Giorgio Bianchi, sorti en 1949.

## Synopsis
Deux voleurs, Ciro et Geppo, habitué à commettre de petits larcins, planifient une escroquerie d'une envergure sans précédent mais des complications se présentent lorsque Ciro finit par tomber amoureux d’Iris en plus rencontrer une vieille connaissance à qui il a fait du tort.

## Fiche technique
- Titre : Vent'anni
- Réalisation : Giorgio Bianchi
- Scénario : Aldo De Benedetti, Gaspare Cataldo (en), Cesare Zavattini et Fabrizio Sarazani
- Photographie : Sergio Pesce (en)
- Montage : Adriana Novelli
- Musique : Gino Filippini (en)
- Pays d'origine : Italie
- Format : Noir et blanc - 1,37:1 - Mono
- Genre : comédie
- Date de sortie : 1949

## Distribution
- Oscar Blando (it) : Ciro
- Liliana Mancini (it) : Iris
- Francesco Golisano : Geppa
- Nando Bruno
- Checco Durante
- Lamberto Maggiorani
- Marcello Mastroianni